# Tephrina gazella
Tephrina gazella är en fjärilsart som beskrevs av Balckmore 1871. Tephrina gazella ingår i släktet Tephrina och familjen mätare. Inga underarter finns listade i Catalogue of Life.